# Typhlophis squamosus
Typhlophis squamosus är en ormart som beskrevs av  Hermann Schlegel 1839. Typhlophis squamosus är ensam i släktet Typhlophis som ingår i familjen Anomalepididae. Inga underarter finns listade i Catalogue of Life.
Arten förekommer i Venezuela, i regionen Guyana, på Trinidad och i Brasilien. Den är mindre än 75 cm lång och vistas i lövskiktet eller i det översta jordlagret. Typhlophis squamosus äter främst termiter. Antagligen lägger honor ägg.